# Бон-Жардин-да-Серра
Бон-Жардин-да-Серра (порт. Bom Jardim da Serra) — муниципалитет в Бразилии, входит в штат Санта-Катарина. Составная часть мезорегиона Серрана. Входит в экономико-статистический микрорегион Кампус-ди-Лажис. Население составляет 4024 человека на 2006 год. Занимает площадь 935,177 км². Плотность населения — 4,3 чел./км².
Праздник города — 5 декабря.

## История
Город основан 29 января 1967 года.

## Статистика
- Валовой внутренний продукт на 2003 составляет 35 726 432,00 реалов (данные: Бразильский институт географии и статистики).
- Валовой внутренний продукт на душу населения на 2003 составляет 8.823,52 реалов (данные: Бразильский институт географии и статистики).
- Индекс развития человеческого потенциала на 2000 составляет 0,758 (данные: Программа развития ООН).

## География
Климат местности: субтропический. В соответствии с классификацией Кёппена, климат относится к категории Cfb.